# Staatsbank
Staatsbank ist eine frühere oder heute inoffizielle Bezeichnung für Kreditinstitute, die sich vollständig im Staatsbesitz befinden und/oder im Auftrage eines Staates für bestimmte, ihnen zugewiesene Aufgaben tätig wurden. Streng zu trennen ist die Staatsbank von der Zentralbank, deren Aufgabengebiet die Geld- und Währungspolitik eines Währungsraums ist.

## Allgemeines
Bei Staatsbanken handelte es sich früher sich um Banken, die sich ganz oder mehrheitlich im Staatsbesitz befanden und als Hausbanken des Staates fungierten. Ihre Aufgabe bestand früher in der Finanzierung der Staatsfinanzen.
Der deutsche Begriff „Staatsbank“ wird heute manchmal für öffentlich-rechtliche Kreditinstitute mit Sonderaufgaben benutzt. So werden die Landesbanken manchmal als Staatsbanken bezeichnet. Sie sind sie ausschließlich für die jeweiligen Bundesländer zuständig, in deren Besitz sie sich häufig (mehrheitlich) befinden. Für diese nehmen die Landesbanken – neben ihrer Funktion als Geschäftsbank – einige Aufgaben wie etwa die Emission von Schuldverschreibungen des jeweiligen Bundeslandes (Landesanleihen) oder sonstige Bankgeschäfte wahr. Auch Schweizer Kantonalbanken, die sich im Besitz der Kantone befinden, werden manchmal inoffiziell als Staatsbanken bezeichnet.

## Geschichte
Erste deutsche Staatsbank war die Braunschweigische Staatsbank, eine Rechtsvorgängerin der heutigen Norddeutschen Landesbank. Sie wurde durch Herzog Karl I. zu Braunschweig-Lüneburg am 9. März 1765 als Herzogliches Leyhaus gegründet und war die erste Staatsbank auf deutschem Boden. Im Jahr 1780 gründete Markgraf Karl Alexander seine eigene Hofbank, die Hochfürstlich-Brandenburg-Anspach-Bayreuthische Hofbanco, welche 1918 in Bayerische Staatsbank umbenannt wurde. Eine Verordnung vom 24. März 1920 stellte die Bayerische Staatsbank auf eine neue gesetzliche Grundlage. Am 8. März 1971 fusionierte die Bayerische Staatsbank mit der Bayerischen Vereinsbank. Staatsbank der DDR war seit dem 1. Januar 1968 die Bezeichnung für die Noten- und Zentralbank der Deutschen Demokratischen Republik. Die am 31. Oktober 1951 als Deutsche Notenbank gegründete Bank nahm zugleich die Aufgaben einer Zentralbank wahr. Die im Juli 1990 gegründete Bank Rossii ist die Rechtsnachfolgerin der im Juni 1860 entstandenen Staatsbank des Russischen Reiches mit den Aufgaben einer Zentralbank.
Die Schweizerische Staatsbank entstand mit Beschluss des schweizerischen Bundesrats vom 24. Januar 1894. Heute werden die einem Kanton gehörenden Kantonalbanken zuweilen als Staatsbanken bezeichnet, weil sie öffentlich-rechtlich strukturiert und noch von der Gewährträgerhaftung ihres Kantons begünstigt sind.
Auch die KfW Bankengruppe, die zu 80 % dem Bund und zu 20 % den Ländern gehört, wird zuweilen als Staatsbank bezeichnet. Sie implementiert im Auftrag der Bundesregierung sowohl in Deutschland als auch weltweit eine Vielzahl an Förderprogrammen und -maßnahmen. Die Entwicklungszusammenarbeit der Bundesregierung wird beispielsweise zu einem Großteil über die KfW-Entwicklungsbank und die KfW-Tochter DEG (Deutsche Investitions- und Entwicklungsgesellschaft) umgesetzt.

## State Banks
Der englische Begriff „State Bank“ hingegen wird in den USA für von einem US-Bundesstaat gegründete und – meist – zum Federal Reserve System gehörende Bank verwendet. Dieses landesweite Clearing-System wurde am 15. Juli 1916 gegründet, so dass den State Banks auch die Aufgaben einer Clearing-Bank zukommen. State Banks wurden aufgrund der Section 9 des Federal Reserve Acts Mitglieder des Federal Reserve Systems. Es gibt jedoch auch State Banks, die nicht dem Federal Reserve System angehören („State nonmember banks“). Mitglieder des Federal Reserve Systems werden von diesem überwacht, Nichtmitglieder von der Federal Deposit Insurance Corporation. In den USA wird der Begriff State Bank auch zur Unterscheidung von den National Banks gebraucht.